# Francesco Maria della Rovere
Francisco María I della Rovere (Senigallia, 25 de marzo de 1490-Pésaro, 20 de octubre de 1538) fue un condottiero del Renacimiento italiano, duque de Urbino y Sora.

## Biografía
Hijo de Juan della Rovere, señor de Senigallia y Capitán general de la Iglesia, y de Giovanna da Montefeltro, hija de Federico III da Montefeltro, fue educado en su juventud por el humanista Ludovico Odasio. 
Su tío Guidobaldo da Montefeltro, sin descendencia directa, lo quiso a su lado en la corte de Urbino y en 1504 le presentó como su sucesor tras haberlo adoptado, a través de la intercesión del papa Julio II. En 1502 la familia Della Rovere perdió la signoria de Senigallia, que fue ocupada por los seguidores de César Borgia, el cual, en aquellos años, representaba la figura dominante en las Marcas. Francisco María y su madre se salvaron de la masacre perpetrada por las tropas de César Borgia por el entonces soldado Andrea Doria.
Cuando en 1508, con la muerte de Guidobaldo, se extinguió la descendencia de los Montefeltro, Francisco se convirtió en duque de Urbino. Además gracias al apoyo de Juliano della Rovere, tío suyo, ascendido al trono pontificio en 1503 como Julio II, pudo finalmente recuperar el control de Senigallia.
En 1509 Francisco María se convirtió, como su padre antes de él y también por nombramiento de Julio II, en Capitán General de la Iglesia, cargo que le permitió distinguirse en la lucha contra Ferrara y Venecia.
En 1512, tras la muerte sin herederos del señor de Pesaro, Costanzo II Sforza, el duque recibió también la signoria de Pésaro. Pero poco después su posición de privilegio se desvanecerá, a raíz de la muerte de su tío Julio II y la elección de León X. El cambio de equilibrios dará lugar a la pérdida del Ducado de Urbino, que en 1516 será cedido a Lorenzo II de Médici, sobrino de León X. En 1517, no obstante, Francisco María intentaría recuperar su estado por la vía armada, aprovechando la abundancia de tropas licenciadas tras la finalización de la guerra de la Liga de Cambrai. Este conflicto, conocido como guerra de Urbino no generaría ningún resultado positivo inmediato para el viejo duque,  que sólo recuperará su estado en 1521, a la muerte del Papa León X de la familia Medici.
En 1522, dirigió la infantería veneciana que como retaguardia o reserva participó en la batalla de Bicoca sin participar en el combate. Tras haber combatido en Lombardía hasta 1525, durante el pontificado de otro Médici, Clemente VII, Della Rovere se quedaría lentamente al margen de la escena.
Según muchos historiadores se puede encontrar en su poco enérgica posición adoptada una de las causas de la invasión de los Lansquenetes de Carlos V de Habsburgo, a los cuales sólo se opondrá, sin éxito, Juan de las Bandas Negras, el último de los capitanes de ventura. El descenso en Italia de estas tropas tendrá como consecuencia, en primer lugar, la caída del castillo de Milán en septiembre de 1526, y en segundo el consiguiente Saco de Roma de 1527.
Entre los últimos acontecimientos vividos como protagonista se recuerda la toma de Pavía, expugnada a finales de los años 20, y el haberse aliado con Venecia. Posteriormente, para oponerse al Papa en el dominio de las Marcas, organizó el matrimonio de su hijo Guidobaldo II della Rovere con Giulia da Varano.

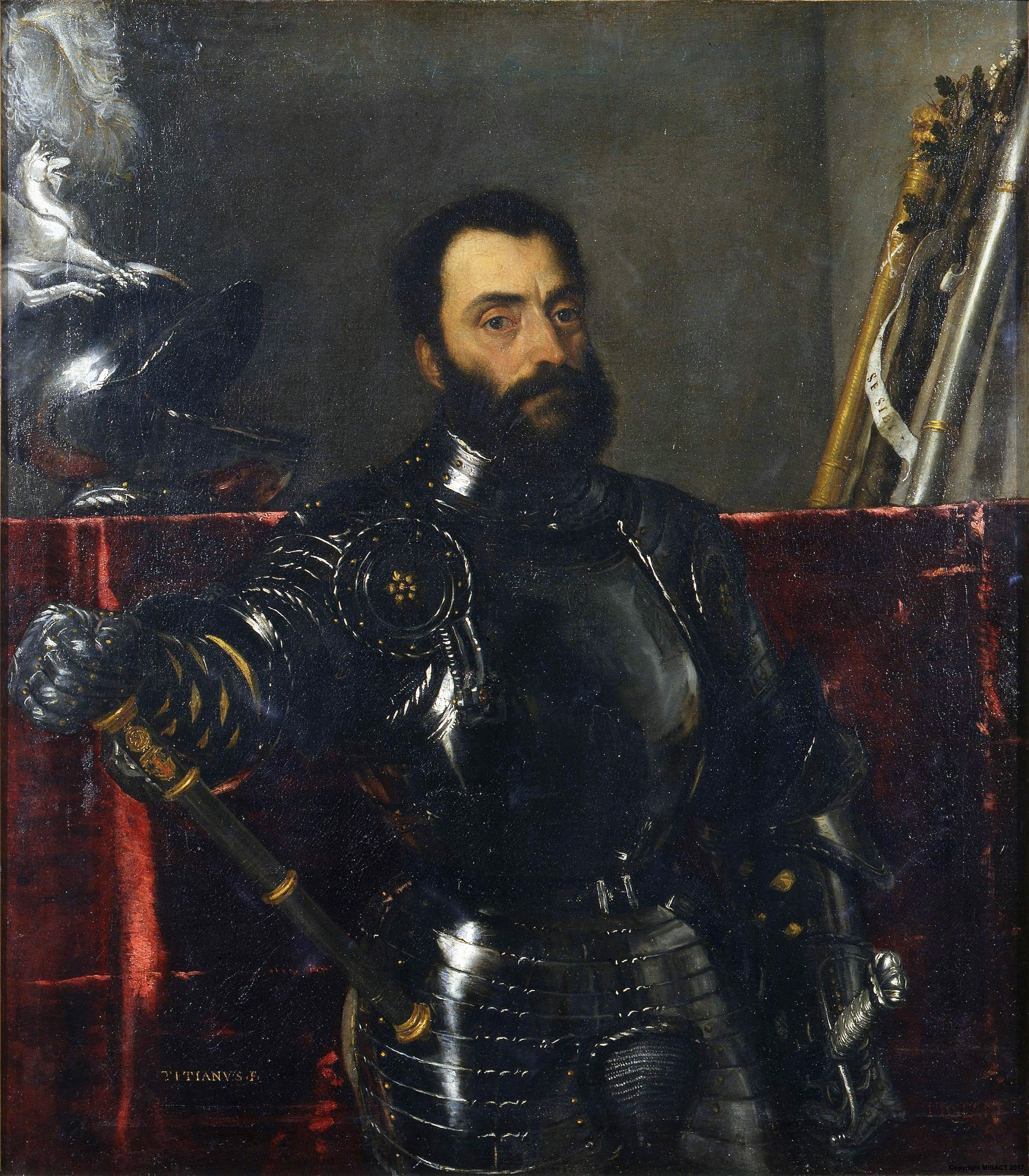
Retrato de Francesco Maria della Rovere por Tiziano.

En los últimos años de su señorío aumentó el prestigio de su corte, sobre todo protegiendo las artes, como era tradición en su ducado. Asimismo, invirtió en mejorar las obras de fortificación, ya emprendidas por su padre Juan (que había construido la fortaleza de Senigallia).
Murió en Pésaro el 20 de octubre de 1538, sucediéndole su hijo Guidobaldo II della Rovere. El barbero del duque, Pier Antonio de Sermide, fue acusado de su envenenamiento, mientras que Aloisio Gonzaga, marqués de Castel Goffredo fue exonerado, así como su cuñado, Cesare Fregoso.

## Matrimonio e hijos
En 1508 se casó con Leonor Gonzaga, hija de Francisco II Gonzaga, marqués de Mantua y de Isabel de Este. Tuvieron los siguientes hijos:
1. Giulia della Rovere (muerta en 1563) se casó con Alfonso de Este, marqués de Montecchio, con descendencia (fueron padres de César de Este, duque de Módena);
2. Isabel della Rovere (murió 6 de junio de 1561) se casó con Alberico I Cybo-Malaspina, marqués de Massa y con descendencia (antepasados de María Teresa Cybo-Malaspina);
3. Guidobaldo II della Rovere (2 de abril de 1514 - 28 de septiembre de 1574) se casó con Giulia Varano y tuvieron hijos, casado con Victoria Farnesio (hija de Pedro Luis Farnesio, duque de Parma) tuvo descendencia (antepasados de María Teresa Cybo-Malaspina);
4. Giulio della Rovere (1533-1578) se convirtió en cardenal y más tarde tuvo descendencia ilegítima, aunque más tarde fue legitimado y nombrado marqués de San Lorenzo;Hipólito y Giulio. La hija de Hipólito, Lucrecia, se casó con Marco Antonio Lante, y su hijo asumió el nuevo apellido extendido como Hipólito Lante Montefeltro della Rovere.
5. Hipólita della Rovere (nacida en 1525) con descendencia.

## Retratos
En la florentina Galleria degli Uffizi hay dos retratos del Duque de Urbino.
El primero de ellos es obra de Tiziano, que retrata a Francisco María della Rovere con armadura. El cuadro, comisionado en 1532, fue completado por el mismo Tiziano en 1538.
El segundo retrato del Duque es de Rafael. El cuadro, que representa al sujeto en su juventud y se titula Retrato de joven con manzana, es de alrededor de 1504.
Es célebre también otro retrato de 1510, obra de Carpaccio, comisionado probablemente por el joven caballero con fines legitimatorios.

## Sucesión
| Predecesor: Giovanni della Rovere       | Duque de Sora 1501-1516          | Sucesor: William de Croÿ            |
| Predecesor: Guidobaldo I de Montefeltro | Duque de Urbino 1508-1516 (1517) | Sucesor: Lorenzo II de Médici       |
| Predecesor: Lorenzo II de Médici        | Duque de Urbino 1521-1538        | Sucesor: Guidobaldo II della Rovere |
| Predecesor: William de Croÿ             | Duque de Sora 1533-1538          | Sucesor: Giulio della Rovere        |